# Флаг Киева

Проект флага Киева (Ю. Соломинский, 1995)

Флаг Киева (укр. Прапор Києва) — официальный флаг города Киева, столицы Украины, утверждённый 25 мая 1995 года Киевским городским советом по распоряжению тогдашнего председателя Киевского городского совета народных депутатов Леонида Косаковского.
27 мая 1995 года флаг был впервые торжественно поднят над парадным входом в Киевсовет.

## Описание
Флаг 1995 года имеет вид синего полотнища с изображённым на нём покровителем Киева Архангелом Михаилом с палящим мечом и щитом в руках. Полотнище флага имеет жёлтую кайму:

Флаг города Киева представляет собой прямоугольное полотнище синего цвета с изображением в его центральной части на расстоянии 3/10 длины от древка фигуры Архангела Михаила, обрамлённой золотой полосой с бахромой. Соотношение ширины флага к его длине — 2:3.
Оригинальный текст (укр.)Прапор міста Києва являє собою прямокутне полотнище синього кольору з зображенням у його центральній частині на відстані 3/10 довжини від древка постаті Архангела Михаїла, обрамлене золотою смугою з бахромою. Відношення ширини прапора до його довжини — 2:3.

20 марта 2009 года рабочей группой по подготовке герба и флага города Киева представлен проект нового флага Киева. Он имеет вид полотнища синего цвета, на котором в центре расположен герб города с картушем и под короной.

## История
В 1995 году решением Киевского совета (за решение проголосовало 36 депутатов) городу вернули герб времён Российской империи — стилизованное изображение архангела Михаила, и утвердили флаг города.

1. Ввести, как один из способов подачи и использования герба Киева, флаг города с изображением Архангела Михаила.
2. Утвердить описание флага города Киева, одобренное постоянной комиссией Киевсовета по гуманитарным вопросам и Художественным советом при главном художнике города Киева (прилагается).
3. Провести 27 мая 1995 в 11 час. 30 мин. торжественный подъём флага города Киева на мачте перед фасадом здания Киевсовета на улице Крещатик, 36.
4. Поручить заместителю председателя Киевсовета по исполнительной работе Ковтуну В. К. в двухнедельный срок разработать и представить на утверждение Положение о флаге города Киева.

Оригинальный текст (укр.)
1. Запровадити, як один із засобів подання та використання герба Києва, прапор міста із зображенням Архангела Михаїла.
2. Затвердити опис прапора міста Києва, схвалений постійною комісією Київради з гуманітарних питань та Художньою радою при головному художнику міста Києва (додається).
3. Провести 27 травня 1995 року об 11 год. 30 хв. Урочистий підйом прапора міста Києва на щоглі перед фасадом будинку Київради на вулиці Хрещатик, 36.
4. Доручити заступникові голови Київради з виконавчої роботи Ковтуну В. К. у двотижневий термін розробити та подати на затвердження Положення про прапор міста Києва.

Когда встал практический вопрос — какие флаги города следует изготавливать (флаг должен был содержать архангела с герба города) — фирмы изготавливали сначала на фиолетовом, а впоследствии, и на синем фоне изображение Архистратига в варианте Г. Куровского, а позже, по неизвестным причинам, — в варианте Ю. Соломинского.
В марте 2009 года рабочая группа при Киевсовете разработала проект нового вида флага столицы. В его центре расположена фигура Архистратига Михаила, который держит в правой руке огненный меч, а в левой — овальный щит с арбалетом на нём. Однако дальнейшего утверждения данный проект не получил.
Описание проекта герба:

Флагом столицы Украины — города-героя Киева является синее прямоугольное полотнище с соотношением сторон 2:3 с помещённым в центре изображением герба города. Высота герба составляет 2:3 ширины полотнища. Обе стороны полотнища идентичны.
Оригинальный текст (укр.)Прапором столиці України — міста-героя Києва є синє прямокутне полотнище із співвідношенням сторін 2:3 із вміщеним у центрі зображенням герба міста. Висота герба становить 2:3 ширини полотнища. Обидва боки полотнища ідентичні.

## Стандартизация цвета

### Вариант Г. Кировского
| Схема   | Насыщенный голубой | Жёлтый            | Белый              | Красный          |
| ------- | ------------------ | ----------------- | ------------------ | ---------------- |
| RGB     | rgb(0, 91, 187)    | rgb(212, 175, 55) | rgb(255, 255, 255) | rgb(242, 1, 108) |
| CMYK    | 100, 51, 0, 27     | 0, 17, 74, 17     | 0, 0, 0, 0         | 0, 100, 55, 5    |
| HEX     | #005bbb            | #d4af37           | #ffffff            | #f2016c          |
| Websafe | #0066cc            | #cc9933           | #ffffff            | #ff0066          |

### Вариант Ю. Соломинского
| Схема   | Насыщенный голубой | Жёлтый           | Коричневый      | Белый              | Красный         | Телесный           |
| ------- | ------------------ | ---------------- | --------------- | ------------------ | --------------- | ------------------ |
| RGB     | rgb(14, 38, 116)   | rgb(180, 153, 0) | rgb(89, 34, 19) | rgb(255, 255, 255) | rgb(128, 0, 0)  | rgb(255, 225, 171) |
| CMYK    | 88, 67, 0, 55      | 0, 15, 100, 29   | 0, 62, 79, 65   | 0, 0, 0, 0         | 0, 100, 100, 50 | 0, 12, 33, 0       |
| HEX     | #0e2674            | #b49900          | #592213         | #ffffff            | #800000         | #ffe1ab            |
| Websafe | #003366            | #cc9900          | #663300         | #ffffff            | #990000         | #ffcc99            |